# 根岸雅史
根岸 雅史（ねぎし まさし、1959年3月 - ）は、日本の英語教育学者。東京外国語大学世界言語社会教育センター特任教授、同名誉教授、応用言語学博士（Ph.D.）。
専門は、英語教育学、特に、言語テスト論、英語リーディング論。

## 経歴
埼玉県立熊谷高等学校をへて、1982年3月  東京外国語大学外国語学部英米語学科卒業。1984年3月  東京学芸大学大学院教育学研究科英語教育専攻修士課程修了、1985年7月　レディング大学大学院言語学研究科応用言語学専攻修士課程修了、1996年12月 レディング大学よりPh.D.（応用言語学）の学位を取得。
1985年9月埼玉県立熊谷女子高等学校講師、1986年4月小山工業高等専門学校講師。
1988年4月東京外国語大学外国語学部助手、1990年4月同講師、1995年4月同助教授、2002年4月同教授。2005年4月　東京外国語大学大学院地域文化研究科言語教育学講座教授、2009年4月東京外国語大学総合国際学研究院教授（言語文化部門・言語研究系、大学院重点化に伴う配置換え）、2024年定年退職、東京外国語大学名誉教授、同世界言語社会教育センター特任教授。

## 著書
- 高等学校英語検定教科書『Planete Blue英語I・英語II・オーラル・コミュニケーションI・オーラル・コミュニケーションII・リーディング・ライティング』　旺文社　編集主幹
- 『平成13年度小中学校教育課程実施状況調査報告書中学校英語』（共著）　ぎょうせい　2003年6月
- 『英語教師の四十八手＜第2巻＞テストの作り方』（単著）研究社出版 101頁　1993年
- 『無責任なテストが「落ちこぼれ」を作る』（共著）大修館書店　177頁　1993年